# Хюпенен, Анатолий Иванович
Анато́лий Ива́нович Хю́пенен (25 мая 1928, Ленинград, РСФСР, СССР — 13 июля 2019, Москва, Россия) — советский военачальник, командующий зенитными ракетными войсками ПВО СССР (1981—1985), генерал-полковник (1984), доктор военных наук, профессор.

## Служба вВС СССР
- Начальник метеорологического зенитного поста полигон Морье (станция Ладожское Озеро)
- Начальник метеостанции
- Командир батареи контроля и анализа зенитных артиллерийских стрельб, 1953
- Слушатель 2-го факультета (ПВО) ВАКА (г. Ленинград), 1957—1961
- Командир зенитного ракетного дивизиона С-75 86-й зенитной ракетной бригады (Саблино)
- Командир 196-го гвардейского Речицко-Бранденбургского Краснознамённого, орденов Суворова и Кутузова зенитного ракетного полка (Кёрстово, Кингисеппского района Ленинградской области), 1963
- Заместитель командира 5-й дивизии ПВО 10-й ОА ПВО (г. Петрозаводск), 1967
- Командир 23-й дивизии ПВО 10-й ОА ПВО (г. Архангельск), 1968
- Первый заместитель командующего 12-й ОА ПВО (г. Ташкент), 1971
- Старший группы советских военных специалистов во Вьетнаме, 1972—1975
- Заместитель командующего ЗРВ Войск ПВО страны
- Командующий 4-й отдельной армией ПВО (г. Свердловск), 1977
- Командующий зенитными ракетными войсками ПВО СССР, 1981—1985
- Начальник Военной командной Краснознаменной академии противовоздушной обороны имени Маршала Советского Союза Г. К. Жукова, 1985—1991

Скончался 13 июля 2019 года в Москве. Похоронен 17 июля на Федеральном военном мемориальном кладбище в Мытищах.
Жена — Валентина Петровна. Сын Валерий, генерал-майор.

## Образование
- Ленинградское артиллерийское подготовительное училище (1947)
- 2-е Ленинградское артиллерийское училище
- Военная артиллерийская командная академия (1961)

## Награды
- Орден Красного Знамени;
- Орден Трудового Красного Знамени;
- Орден Красной Звезды;
- Ордена «За службу Родине в Вооружённых Силах СССР» II и III степеней.
- 29 медалей.

Иностранные:
- Орден «Боевой подвиг» I степени (1974) (ДРВ);
- Медаль «За боевую солидарность в победе над американцами» (ДРВ);
- Медаль «Братство по оружию» (Польша, 12.10.1988);
- Медаль «За укрепление дружбы по оружию» I степени (ЧССР, 23.04.1985);
- Медаль «Братство по оружию» в золоте (ГДР, 01.03.1983);
- Медаль «30-я годовщина Революционных Вооруженных сил Кубы» (Куба, 24.11.1986);
- Медаль «1300 лет Болгарии» (Болгария, 29.03.1982).

## Труды
- Диссертация «Роль войск ПВО в локальных войнах» (1976).
- «ПВО страны. Вчера, сегодня, завтра» (2011).
- Стратегическая авиация США в операции «Лайнбэкер-2». Боевые действия американской авиации во Вьетнаме // Военно-исторический журнал. — 2005. — № 2. — С. 30—33.
- Организация ВВС США радиоэлектронной борьбы в ходе операции «Лайнбэкер-2» // Военно-исторический журнал. — 2005. — № 7. — С. 32—37.
- Противоборство зенитных ракетных войск Демократической Республики Вьетнам с американской авиацией в декабре 1972 года // Военно-исторический журнал. — 2005. — № 8. — С. 36—41.
- Радиотехнические войска Вьетнамской народной армии против авиации США в операции «Лайнбэкер-2» // Военно-исторический журнал. — 2006. — № 3. — С. 8—10.
- Инженерное обеспечение и маскировка войск ПВО Вьетнамской народной армии при отражении налетов американской авиации // Военно-исторический журнал. — 2006. — № 6. — С. 27—30.
- ответственный редактор сборников трудов «Война во Вьетнаме. Взгляд сквозь годы» (2000), «Союзу ветеранов Войск противовоздушной обороны 20 лет» (2015) и других.